# Red Harbour
Red Harbour is een gemeente (town) in de Canadese provincie Newfoundland en Labrador. De gemeente ligt in het oosten van het schiereiland Burin aan de zuidkust van het eiland Newfoundland.

## Geschiedenis
Red Harbour was halverwege de 20e eeuw een klein gehucht dat in 1961 slechts 18 inwoners telde. In het kader van het provinciale hervestigingsbeleid verhuisden alle inwoners midden de jaren 1960 naar elders. Red Harbour werd alzo een spookdorp.
Enkele jaren later werd het dorp Port Elizabeth, gelegen op een van de Flat Islands vlak bij Red Harbour, eveneens hervestigd. Een groot deel van de inwoners ging echter enkel akkoord indien zij naar Red Harbour mochten verhuizen. De overheid aanvaardde dit uiteindelijk met grote tegenzin. 47 van de 155 Port Elizabethse gezinnen verhuisden daarop eind jaren 1960 naar Red Harbour, waardoor het dorp slechts enkele jaren na de hervestiging een historisch hoog inwoneraantal van 150 had.
In 1969 werd het dorp een gemeente met de status van local government community (LGC). In 1980 werden LGC's op basis van The Municipalities Act als bestuursvorm afgeschaft. De gemeente werd daarop automatisch een community om een aantal jaren later uiteindelijk een town te worden.

## Demografie
Demografisch gezien is Red Harbour, net zoals de meeste kleine dorpen op Newfoundland, aan het krimpen. Tussen 1986 en 2021 daalde de bevolkingsomvang van 263 naar 177. Dat komt neer op een daling van 86 inwoners (-32,7%) in 35 jaar tijd.
| Demografische ontwikkeling van Red Harbour tussen 1961 en 2021             |
| -------------------------------------------------------------------------- |
|                                                                            |
| Bron: Statistics Canada (1961–1986, 1991–1996, 2001–2006, 2011–2016, 2021) |